# Odkaz Inky

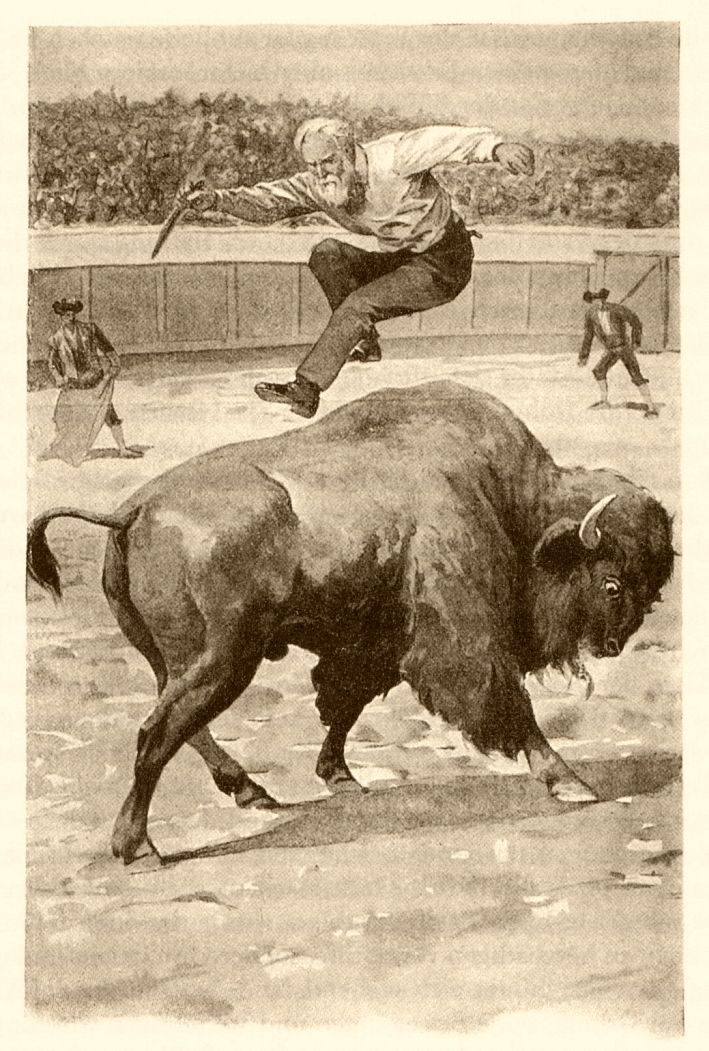
Otec Jaguár, ilustrace Věnceslava Černého z roku 1908.

Odkaz Inky (Das Vermächtnis des Inka) je dobrodružný román německého spisovatele Karla Maye.
Román nejprve vycházel v letech 1891–1892 na pokračování ve stuttgartském časopise pro mládež Der Gute Kamerad (Dobrý kamarád) a prvního knižního vydání se dočkal roku 1895 v nakladatelství Union Deutsche Verlagsgesellschaft, Stuttgart. Nakladatelství Karl-May-Verlag, Bamberg, vydává v rámci Sebraných spisů Karla Maye román pod pořadovým číslem třicet devět.

## Děj
Román se odehrává v Argentině v druhé polovině 19. století, v době, kdy na pampách a v pralesích žije ještě původní indiánské obyvatelstvo. Na pozadí protivládního povstání, chystaného hrstkou bílých dobrodruhů, využívajících vzájemné řevnivosti indiánských kmenů, se odehrává drama indiánského mladíka Haukaropory, posledního syna královského rodu Inků, který se při objevení ukrytého královského pokladu dovídá poselství svého zemřelého otce, podle kterého má obnovit zaniklou říši Inků.
Ústřední postavou románu je však starší bělovlasý běloch, otec Jaguár. Přes svůj věk je na vrcholu fyzických i duševních sil a díky svému kladnému vlivu na mladého Inku, zabrání vypuknutí povstání.

## Česká vydání
První české vydání románu se datuje do roku 1908. V překladu Josefa Ladislava Turnovského a ilustracemi Věnceslava Černého jej pod názvem Odkaz posledního Inky vydal pražský nakladatel Alois Hynek. Další tři česká vydání pod stejným názvem pocházejí z nakladatelství Toužimský a Moravec. Zde Odkaz posledního Inky vyšel v rámci tzv. Velké řady knih Karla Maye v překladu Prokopa Braniše a s ilustracemi Zdeňka Buriana roku 1932, 1940 a 1942.
Na další vydání si museli čeští čtenáři počkat téměř třicet let. Teprve roku 1971 vydalo knihu pod názvem Poklad Inků s ilustracemi Zdeňka Buriana a v překladu Jiřího Miksy nakladatelství Albatros. A teprve pod dalších dvaceti letech, roku 1991, vydalo román ve třech sešitech a opět pod názvem Poklad Inků nakladatelství Magnet-Press. Zatím poslední české vydání je z roku 1993, kdy kniha vyšla ve znovuobnoveném nakladatelství Toužimský a Moravec opět pod názvem Odkaz posledního Inky (překlad z roku 1932 upravil Mikuláš Moravec, ilustrace Zdeněk Burian).